# Mass Effect: Redemption
Mass Effect: Redemption è una serie a fumetti articolata in 4 albi, ambientata nell'Universo di Mass Effect ed edita dalla Dark Horse Comics. L'autore è uno dei lead-writers di Mass Effect 2, Mac Walters, che ne ha curato anche la sceneggiatura insieme a John Jackson Miller, già collaboratore della casa editrice americana per una serie di fumetti ambientata nell'universo espanso di Guerre stellari.
Annunciato il 21 luglio 2009, il primo numero ha visto la luce il 6 gennaio 2010, mentre l'ultimo è stato pubblicato nell'aprile dello stesso anno.

## Trama
Gli eventi narrati si collocano cronologicamente nelle settimane successive alla distruzione della Normandy SR-1 descritta in Mass Effect 2 e, quindi, due anni prima degli eventi della storyline principale del secondo capitolo della serie videoludica.
L'Asari Liara T'Soni giunge sulla stazione Omega, nei Sistemi Terminus, per cercare informazioni riguardanti la sorte di Shepard, disperso dopo l'attacco alla nave. Viene in contatto con il Drell Feron, da cui apprende della morte del comandante della Normandy, e con una orribile organizzazione per la supremazia umana, Cerberus, che la informa che l'Ombra, il più potente e misterioso commerciante di informazioni della galassia, è entrato in possesso del corpo dell'eroe umano e intende consegnarlo ai Collettori, una misteriosa specie aliena nota per la ricerca di tecnologia o corpi di esseri viventi da studiare.
L'Uomo Misterioso, l'enigmatico capo di Cerberus, chiede all'Asari di impedire che ciò avvenga. Liara, aiutata da un Feron doppiogiochista in preda a una crisi morale, affronterà tremendi pericoli per recuperare le spoglie mortali di Shepard.